# Binyavanga Wainaina
Binyavanga Wainaina (Nakuru, 16 de enero de 1971-Nairobi, 21 de mayo de 2019) fue un escritor y periodista keniano ganador del Premio Caine en 2002.

## Biografía
Estudió en Nakuru, Thika y Nairobi antes de comenzar sus estudios de comercio en la Universidad de Anglia del Este, en Sudáfrica, donde trabajó algunos años como escritor autónomo en Ciudad del Cabo. En 2014 hizo pública su homosexualidad.
En el 2016, a propósito del día internacional del sida, hizo pública su condición de seropositivo vía Twitter.
Falleció el 21 de mayo de 2019 a los 48 años, de un derrame cerebral.

## Publicaciones
- 2001, One Day I Will Write About This Place
- 2001, Discovering Home
- 2004, Beyond the River Yei. Life in the land where sleeping is a disease
- 2007, con Bill Kahora: Kwani? 4. Kwani Trust, Nairobi
- 2008, How to write about Africa Kwani Trust, Nairobi